# Observatoire de Leyde
L’Observatoire de Leyde (en néerlandais : Sterrewacht Leiden) est un observatoire astronomique situé dans la ville de Leyde, aux Pays-Bas. Il fut construit par l'université de Leyde en 1633, pour abriter le quadrant de Snellius, et est l'un des plus anciens observatoires encore en activité.
L'ancien bâtiment a été désaffecté, et l'observatoire fut déplacé deux fois. En 1860, il fut installé à Witte Singel, et en 1974 il fut aménagé au nord-est du centre-ville. Le département astronomique (Sterrewacht Leiden) est le plus important des Pays-Bas, il est reconnu dans le monde entier. L'observatoire effectue de nombreuses recherches sur des champs divers de l'astronomie.
Parmi les astronomes et physiciens connus ayant travaillé à Leyde, on trouve Willem de Sitter, Ejnar Hertzsprung et Jan Oort, qui tous trois ont été directeurs de l'observatoire. Un employé célèbre fut Jacobus Kapteyn.

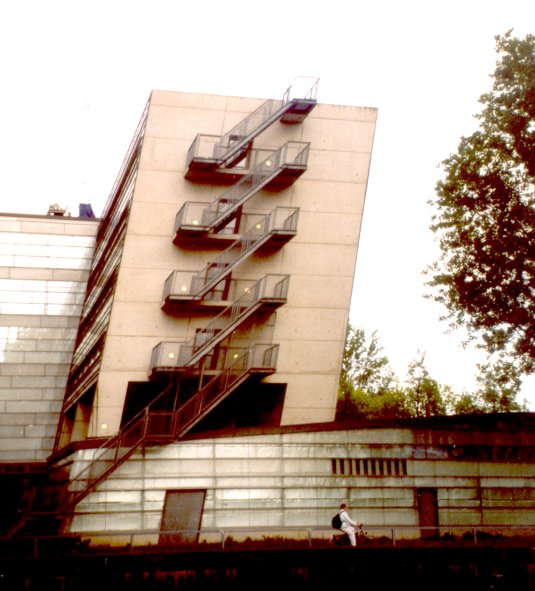
L'un des bâtiments actuellement occupés par l'observatoire.

## Source
- (en) Cet article est partiellement ou en totalité issu de l’article de Wikipédia en anglais intitulé « Leiden Observatory » (voir la liste des auteurs).